# Projekt 1159
Projekt 1159 (v kódu NATO třída Koni) byla třída sovětských protiponorkových fregat z doby studené války. Zatímco sovětské námořnictvo převzalo jediný kus, dalších 13 fregat bylo dodáno námořnictvům sovětských spojenců. Fregaty byly stavěny ve verzích projekt 1159, 1159T a 1159TR.

## Stavba
Fregaty této třídy byly stavěny v 1975–1988 loděnicí v Zelenodolsku. Jedinou lodí postavenou pro sovětské námořnictvo byla fregata Delfin. Některé další jednotky sice byly do sovětského námořnictva po nějaký čas zařazeny, vždy ale pouze na krátkou dobu před jejich dodáním zahraničním uživatelům.
Postavené jednotky:
| Jméno                        | Projekt | Uživatel                       | Založení kýlu | Spuštěna | Vstup do služby    | Status                                                                 |
| ---------------------------- | ------- | ------------------------------ | ------------- | -------- | ------------------ | ---------------------------------------------------------------------- |
| Delfin                       | 1159    | Sovětské námořnictvo           | 1973          | 1975     | 31. prosince 1975  | Černomořská flota. Roku 1990 prodán Bulharsku jako Smeli (11). Aktivní |
| Rostock (141) / Nerpa        | 1159    | Volksmarine                    | 1974          | 1977     | 31. prosince 1977  |                                                                        |
| Berlin (142) / Krechet       | 1159    | Volksmarine                    | 1977          | 1978     | 31. prosince 1978  |                                                                        |
| Split (31) / Sokol           | 1159    | Jugoslávské námořnictvo        | 1978          | 1979     | 30. listopadu 1979 |                                                                        |
| Koper (32) / SKR-481         | 1159    | Jugoslávské námořnictvo        | 1979          | 1981     | 30. září 1982      |                                                                        |
| Halle (143) / SKR-149        | 1159    | Volksmarine                    | 1983          | 1984     | 25. června 1985    |                                                                        |
| Murat Reis (901) / SKR-482   | 1159T   | Alžírské námořnictvo           | 1978          | 1980     | 30. září 1980      | aktivní                                                                |
| Mariel (350) / SKR-28        | 1159T   | Kubánské revoluční námořnictvo | 1979          | 1980     | 30. prosince 1980  |                                                                        |
| Reis Kellik (902) / SKR-35   | 1159T   | Alžírské námořnictvo           | 1980          | 1981     | 30. listopadu 1981 | aktivní                                                                |
| ? (356) / SKR-471            | 1159T   | Kubánské revoluční námořnictvo | 1981          | 1982     | 17. srpna 1983     |                                                                        |
| Reis Korfo (903) / SKR-129   | 1159T   | Alžírské námořnictvo           | 1982          | 1983     | 30. srpna 1984     | aktivní                                                                |
| Monkada (353) / SKR-451      | 1159T   | Kubánské revoluční námořnictvo | 1986          | 1987     | 25. prosince 1987  |                                                                        |
| Al Hani (212) / SKR-201      | 1159TR  | Libyjské námořnictvo           | 1982          | 1985     | 30. prosince 1985  | 2011 ukořistěna rebely v Benghází, jejich vlajková loď                 |
| Al Ghardabia (213) / SKR-195 | 1159TR  | Libyjské námořnictvo           | 1985          | 1986     | 25. prosince 1986  | 2011 zničena letouny NATO                                              |

## Konstrukce

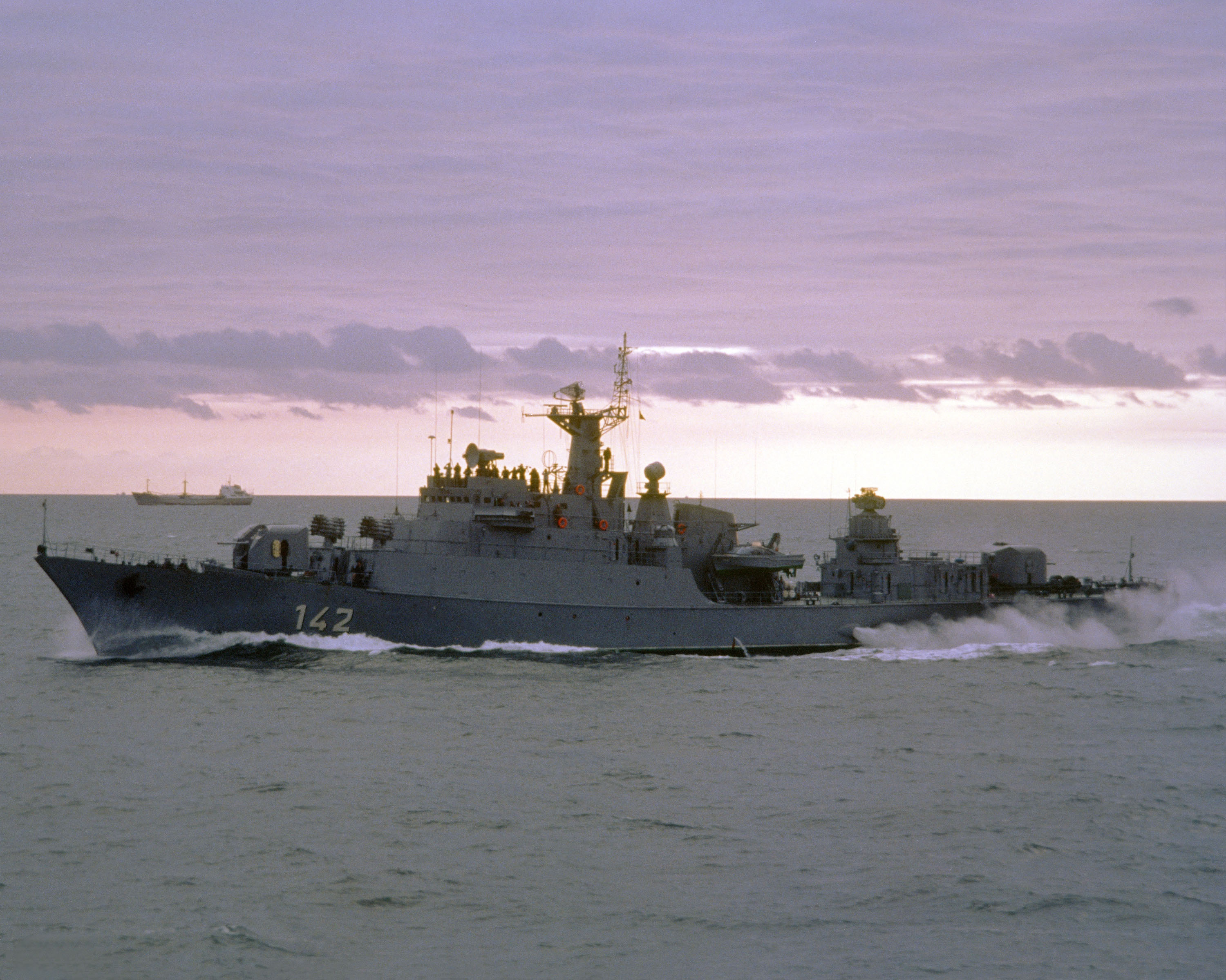
Východoněmecká fregata Berlin

Fregata projektu 1159 hlavňovou výzbroj čtyř 76mm kanónů AK-726 ve dvoudělových věžích a dvou 30mm dvoukanónů AK-230. K obraně proti napadení ze vzduchu sloužilo dvojnásobné vypouštěcí zařízení protiletadlových řízených střel 9K33 Osa-M se zásobou 20 střel. K ničení ponorek fregata nese dva vrhače raketových hlubinných pum RBU-6000. V případě potřeby loď pojmula až 14 min. Pohonný systém tvoří dva diesely 68B o celkovém výkonu 20 000 hp a plynová turbína M-8G o výkonu 8 000 hp.